# Intel Edison
De Intel Edison is een computer-on-module van Intel die in januari 2014 is uitgekomen. De Edison werd ontworpen als een ontwikkelsysteem voor draagbare apparaten en internet der dingen.
Het systeem werd aanvankelijk aangekondigd als dezelfde grootte van een SD-kaart, met een dual-core Intel Quark-processor op 400 MHz en Bluetooth en Wi-Fi. In september 2014 werd tijdens een conferentie een andere variant getoond die dikker en groter was dan een SD-kaart. Ook bleek deze definitieve versie een andere processor te hebben gekregen.
Op 19 juni 2017 werd het ontwikkelsysteem beëindigd.

## Technische gegevens
- Processor: Intel Atom, dual-core 500 MHz, 22 nm
- Geheugen: 1 GB LPDDR3
- Opslag: 4 GB EMMC
- Interface: 70-pin header
- Netwerk: Wi-Fi, Bluetooth, USB
- Besturingssysteem: Yocto Linux
- Afmetingen: 35,5 x 25 x 3,9 mm